# Ариели, Дэн
Дэн Ариели (родился 29 апреля 1967, Нью-Йорк) — израильско-американский экономист, профессор психологии и поведенческой экономики. Преподает в Дюкском университете и является основателем Центра ретроспективных исследований.

## Биография
Дэн Ариэли родился в Нью-Йорке. В это время его отец получал степень МВА в Колумбийском университете. Детство Дэна Ариэли прошло в городе Рамат-Ган и Рамат-ха-Шарон, Израиль. Его мать работала надзирателем за условно-досрочно освобождёнными. Когда Дэну было 18 лет, он учился в выпускном классе средней школы и участвовал в молодёжном движении HaNoar HaOved VeHaLomed. Во время подготовки «сигнальных огней» (традиционный элемент мероприятий, проводимых молодёжными организациями Израиля) он получил ожоги третьей степени 70 % тела в результате случайного взрыва магния.
Во время учёбы в Тель-Авивском университете Дэн Ариэли специализировался в физике и математике, однако сменил специализацию на философию, когда писать от руки стало для него тяжело физически. Он также имеет степень магистра и доктора философии в области когнитивной психологии Университета Северной Каролины в Чапел-Хилл и степень доктора философии в области бизнес-администрирования университета Дьюка.
После получения кандидатских степеней, с 1998 по 2008 год, он преподавал в Массачусетском технологическом институте. Затем он вернулся в Дюкский университет в качестве профессора психологии и поведенческой экономики. Помимо многочисленных научных трудов Дэн Ариэли также опубликовал две популярные книги: Предсказуемая иррациональность (англ.- «предсказуемо иррациональный») и en:The Upside of Irrationality (англ. — «внешняя сторона иррациональности»). Обе книги стали бестселлерами по версии газеты Нью-Йорк Таймс.
Женат, имеет двух детей.

## Карьера преподавателя
В прошлом Дэн Ариэли являлся профессором поведенческой экономики в MIT Sloan школе менеджмента Массачусетского технологического института. Несмотря на то, что он является профессором маркетинга и не имеет официального экономического образования, он считается одним из ведущих специалистов в области поведенческой экономики.
Когда его спросили, не может ли чтение его книги «Предсказуемая иррациональность» и понимание механизмов собственного иррационального поведения усложнить жизнь читателей (как, например, исключить положительный эффект плацебо), Дэн Ариэли ответил, что в краткосрочной перспективе отрицательные последствия возможны, но одновременно с этим велика вероятность того, что человек получит положительный эффект в долгосрочной перспективе, и что чтение его книги не окажет на читателей отрицательного влияния.

## Исследования
Проведенное в 2011 году исследование (Нортон и Ариэли, 2011) показало, что американцы имеют одинаковое представление об «идеальной модели» распределения материальных благ. Исследование придерживается той же линии, что и исследование об общей дезинформации относительно фактического распределения материальных благ, автором которого является обладатель медали Джона Бейтса Кларка и стипендии Мак-Артура Эммануэль Саэс. По данным исследования, идеальной моделью распределения материальных благ является такая, при которой на 20 % населения — наиболее состоятельных людей — приходилось бы 30—40 % материальных благ в качестве частной собственности, что кардинальным образом отличается от тех 85 %, которыми эти 20 % населения фактически обладают в настоящее время. Исследование также показало, что на 40 % населения — наиболее бедных людей (а это 120 миллионов американцев) — должно приходиться 25—30 % материальных благ, а не 8—10 %, которыми, как изначально полагали авторы исследования, эта группа населения располагает, и уж тем более не 0,3 %, которые им принадлежат на самом деле. Результаты очень интересны, если принять во внимание, что идеальной с точки зрения справедливости модели распределения материальных благ, описанной американцами, не существует ни в одной стране мира. Это наталкивает на мысль, что американцы более остро воспринимают разницу в уровнях дохода и являются более ярыми поборниками равноправия, чем считали сами. Идеальную модель распределения материальных благ ещё предстоит изучить путём проведения аналогичных исследований, однако за последние двадцать лет (1990—2010) разница в доходах среди граждан США существенно возросла, что особенно ярко проявилось среди 0,1 % наиболее состоятельных людей, где диспропорция стала следствием увеличения зарплат и роста доходов бизнеса.

## Претензии к работам
В августе 2021 года выяснилось, что известная работа 2012 года о влиянии расположения подписи под обязательством о честности на фактическую честность людей, соавтором которой был Ариели, не только не воспроизводится в повторных исследованиях, но и основана на сфабрикованных данных, при этом именно Ариели предоставил другим соавторам эти данные.

## Публикации
Книги
- Дэн Ариели. Время заблуждений. Почему умные люди поддаются фальсификациям, распространяют слухи и верят в теории заговора = Dan Ariely.  Misbelief: What Makes Rational People Believe Irrational Things. — М.: Альпина Паблишер, 2024. — С. 306. — ISBN 978-5-9614-9015-2.
- Predictably Irrational: The Hidden Forces That Shape Our Decisions (2008).
  - Предсказуемая иррациональность: скрытые силы, определяющие наши решения. — М.: Манн, Иванов и Фербер, 2010
  - Поведенческая экономика. Почему люди ведут себя иррационально и как заработать на этом. — М.: Манн, Иванов и Фербер, 2013. — 296 с. — ISBN 978-5-91657-549-1
- The Upside of Irrationality: The Unexpected Benefits of Defying Logic at Work and at Home (2010).
  - Позитивная иррациональность: как извлечь выгоду из своих нелогичных поступков. — М.: Манн, Иванов и Фербер, 2010
- The Honest Truth about Dishonesty. How We Lie to Everyone — Especially Ourselves (2012).
  - Честно о нечестности. — М.: Манн, Иванов и Фербер, 2012
- Irrationally Yours (2015)

Статьи
- Try it, you’ll like it: The influence of expectation, consumption, and revelation on preferences for beer
- Dishonesty in Everyday Life and Its Policy Implications
- Placebo Effects of Marketing Actions: Consumers May Get What They Pay For
- Tom Sawyer and the Construction of Value
- Heyman, James; Ariely, Dan (2004), Effort for Payment: A Tale of Two markets (PDF), Psychological Science, 15 (11): 787–793(7), doi:10.1111/j.0956-7976.2004.00757.x, PMID 15482452
- Ariely, Dan; Wertenbroch, Klaus (2002), Procrastination, Deadlines, and Performance: Self-Control by Precommitment (PDF), Psychological Science, 13 (3): 219–224, doi:10.1111/1467-9280.00441, PMID 12009041
- Ariely, Dan (2001), Seeing sets: Representation by statistical properties (PDF), Psychological Science, 12 (2): 157–162, doi:10.1111/1467-9280.00327, PMID 11340926
- Ariely, Dan (2000), Controlling information flow: Effects on consumers' decision making and preference, Journal of Consumer Research, 27 (2): 233–248, doi:10.1086/314322
- Coherent Arbitrariness: Stable demand curves without stable preferences
- Combining experiences over time: the effects of duration, intensity changes and on-line measurements on retrospective pain evaluations
- Ariely, Dan; Zauberman, Gal (2000), On the making of an experience: The effects of breaking and combining experiences on their overall evaluation (PDF), Journal of Behavioral Decision Making, 13: 219–232, doi:10.1002/(SICI)1099-0771(200004/06)13:2<219::AID-BDM331>3.0.CO;2-P